# Лициния Краса Старша
Вижте пояснителната страница за други личности с името Лициния.
Лициния Краса Старша  или Prima (на латински: Licinia Crassa Prima or Major) е римлянка от 1 век пр.н.е.

## Биография
Дъщеря е на оратора Луций Лициний Крас (консул 95 пр.н.е.) и Муция, дъщеря на Квинт Муций Сцевола (авгур) и Лелия Младша, дъщеря на Гай Лелий (консул 140пр.н.е.). Сестра е на Лициния Краса Младша, която е омъжена за Квинт Цецилий Метел Пий (консул 80 пр.н.е.). Баща ѝ умира през 93 пр.н.е., когато е претор.
Лициния се омъжва за Публий Корнелий Сципион Назика Серапион, който умира по време на консулата си през 111 пр.н.е. С него през 95 пр.н.е. Лициния става майка на Публий Корнелий Сципион Назика, който е осиновен от Квинт Цецилий Метел Пий (97 пр.н.е. понтифекс и консул 80 пр.н.е.) и се казва Квинт Цецилий Метел Пий Сципион (консул 52 пр.н.е.).